# Jerzy Czarnecki

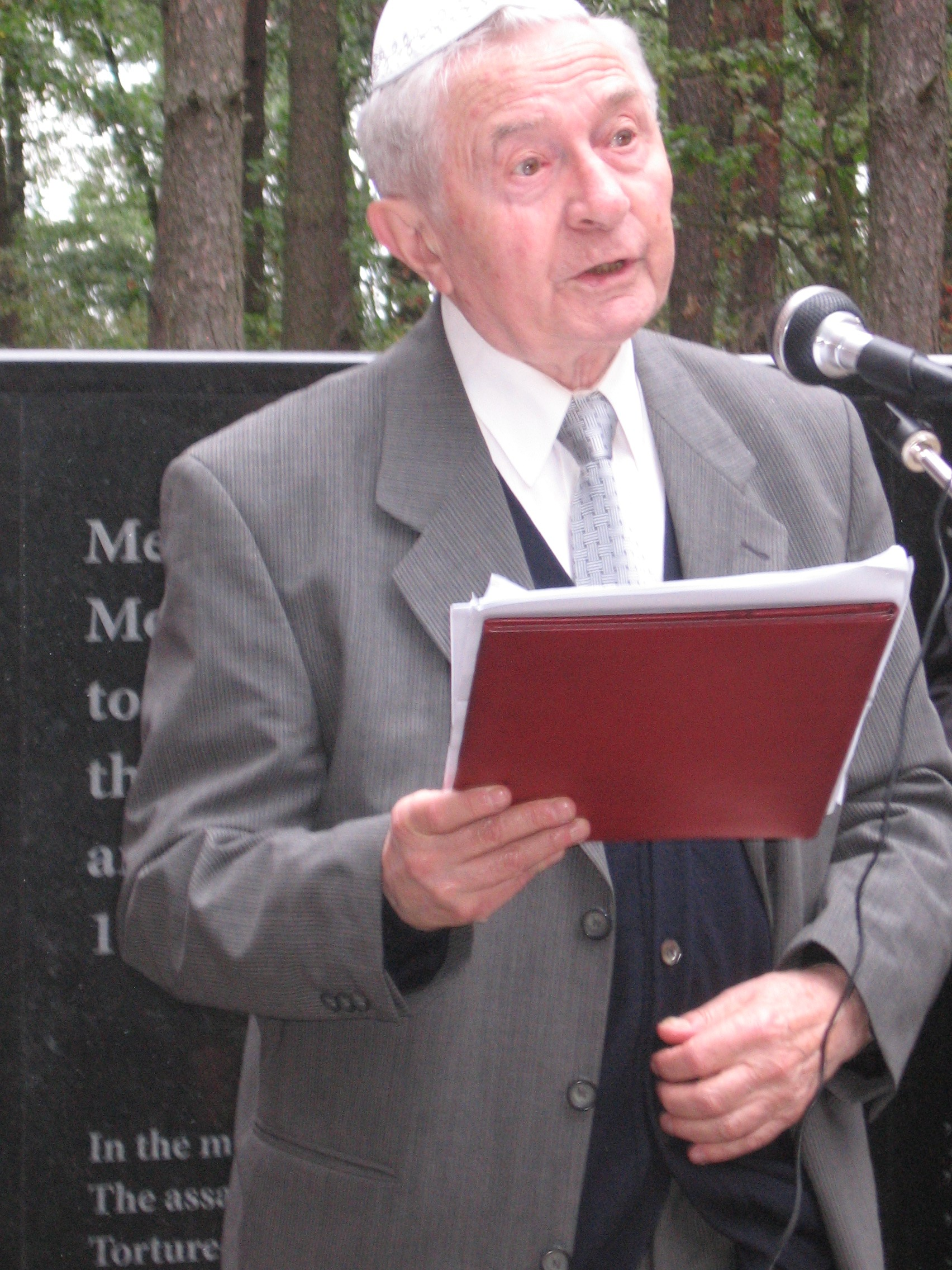
Jerzy Czarnecki (2006)

Jerzy Czarnecki (geb. 20. November 1924 als Isaac Steger; gest. 2. Dezember 2007 in Zürich) war Nuklearingenieur und qualifizierte sich als Experte für die Sicherheit der Kernkraftwerke und nuklearen Umweltschutz. In Polen war er bis 1968 als Berufsoffizier an der WAT (Technische Militärakademie in Warschau) tätig; in der Schweiz arbeitete er bei der Hauptabteilung für die Sicherheit der Kernanlagen (HSK, seit 2009: Eidgenössisches Nuklearsicherheitsinspektorat, ENSI). In seinen letzten Lebensjahren engagierte sich der jüdische Holocaust-Überlebende in der Ukraine und in der Schweiz für die Wiederbelebung des Gedenkens an die Shoah. Sein Leben und seine Aktivitäten zur Bewahrung der Erinnerung an die Shoah wurden in einem Film dokumentiert.

## Biografie

### Leben in Polen (1924–1972)
Jerzy Czarnecki (Spitzname „Yurek“ oder „Jurek“) wurde als Isaac Steger in der polnischen Gemeinde Welyki Mosty (heute Ukraine: Velyki Mosty) geboren. Seine Ausbildung am Gymnasium in Schowkwa musste er beim deutschen Überfall auf die Sowjetunion abbrechen. 1942 floh er aus seinem Geburtsort, kam nach Warschau und wurde als Zwangsarbeiter nach Stralsund gebracht.
Nach Kriegsende meldete er sich bei der polnischen Armee und studierte an den Universitäten Leningrad und Warschau Ingenieurwesen und Kernphysik bis zur Promotion, wobei er sich auf den Schutz vor atomarer Verschmutzung spezialisierte. Bei der WAT war er als Berufsoffizier (Oberstleutnant) und Dozent tätig und er entwickelte zahlreiche Patente. In Folge der antisemitischen Welle von 1968 musste er seine Stellung aufgeben und sah sich gezwungen, Polen zu verlassen.

### Leben in der Schweiz (1972–2007)
Czarnecki erhielt 1972 Asyl in der Schweiz. Zwei Jahre später wurde er bei der HSK, der Eidgenössischen Hauptabteilung für die Sicherheit der Kernanlagen, in der Sektion für die radiologische Überwachung eingestellt, wo er bis zu seiner Pensionierung im Jahr 1989 blieb. Bei der HSK bestand seine Hauptaufgabe darin, die Messtechniken für die nukleare Luftverschmutzung zu verfeinern. Seine Forschungsarbeiten wurden in mehreren Fachzeitschriften veröffentlicht, unter anderem 1983 in Health Physics.
Nach seiner Pensionierung war Czarnecki als Nuklearexperte tätig und reiste nach der Nuklearkatastrophe von Tschernobyl zu mehreren Sondereinsätzen in die Ukraine.
Im Jahr 2002 veröffentlichte er seine Lebenserinnerungen unter dem Titel Mein Leben als ‚Arier‘. Jüdische Familiengeschichte in Polen zur Zeit der Schoah und als Zwangsarbeiter in Deutschland. Dieses Buch wurde ins Englische übersetzt und ergänzt und erschien 2007 unter dem Titel My Life as an ‚Aryan‘: From Velyki Mosty through Zhovkva to Stralsund und wurde von Yad Vashem unterstützt. Posthum erschien die polnische Übersetzung im Jahr 2022.

### Wiederbelebung der jüdischen Geschichte

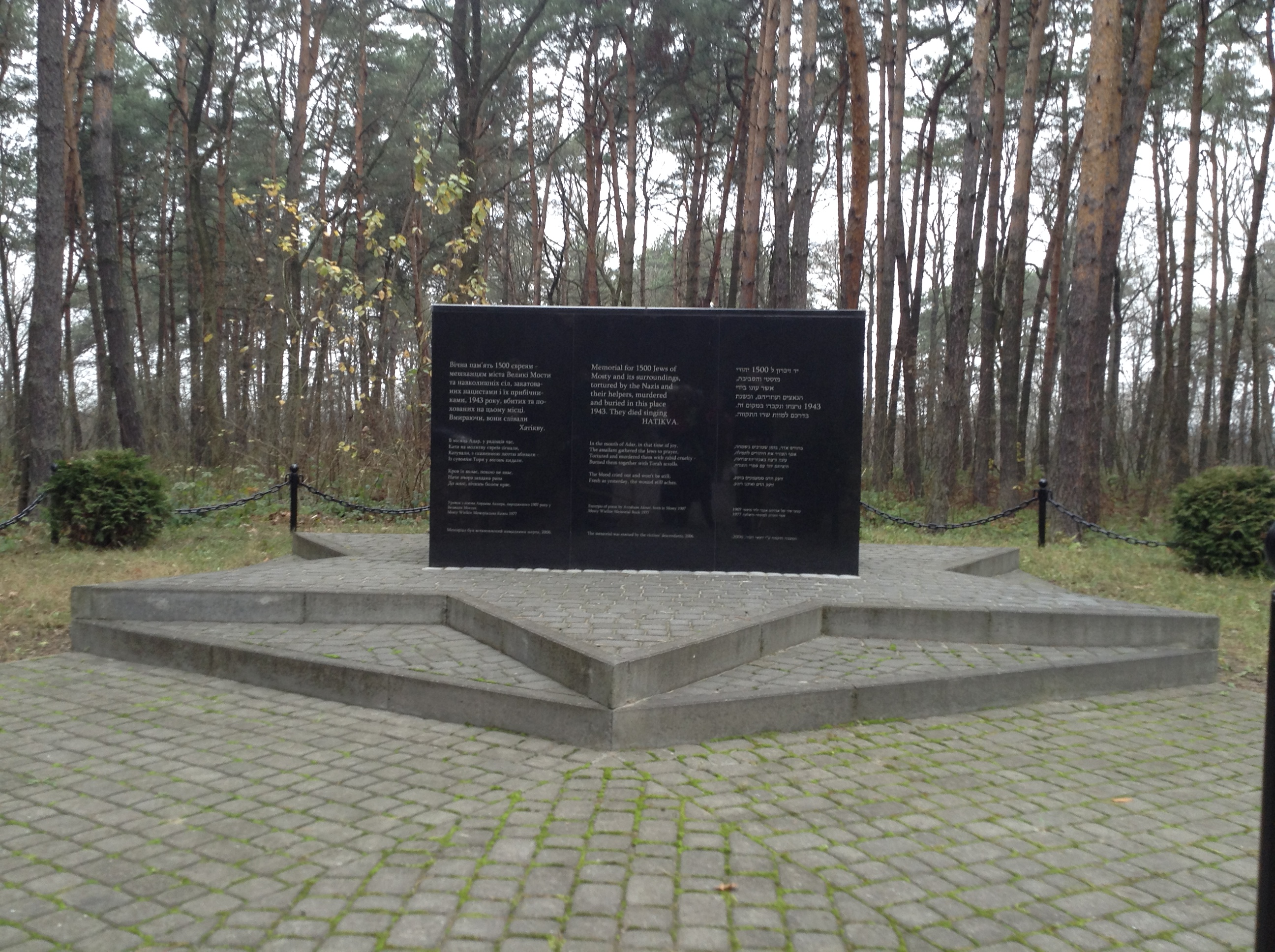
Denkmal im „Babki“-Wald

Die letzten Jahre seines Lebens widmete Czarnecki der Wiederbelebung der jüdischen Vergangenheit in Welyki Mosty und in der Schweiz. Seine Bemühungen und die seiner Familie, die Ruine der Synagoge zu säubern und ein Denkmal zum Gedenken an die Ermordung von 1500 Juden im örtlichen „Babki“-Wald zu errichten, wurden von der Gemeinde und der örtlichen Bevölkerung unterstützt. Das Denkmal wurde am 8. Oktober 2006 eingeweiht. Im selben Jahr wurde Czarnecki vom Stadtrat von Welyki Mosty die Ehrenbürgerschaft verliehen.

### Familie
Jerzy Czarnecki heiratete 1954 Janina Pyzuk; 1956 wurde seine Tochter Joanna Pfaff-Czarnecka geboren. Jerzy Czarnecki starb im Dezember 2007 in Zürich.

## „Mein Leben als ‚Arier‘“
Czarneckis Buch dokumentiert seine dramatische Lebensgeschichte als osteuropäischer Jude vor dem Hintergrund der gewalttätigen europäischen Geschichte. Es beschreibt das oft prekäre Zusammenleben zwischen Juden, Polen und Ukrainern in der Region Lemberg vor dem Zweiten Weltkrieg und die zunehmende Grausamkeit gegenüber den Juden unter den Nationalsozialisten, die zum Tod fast der gesamten jüdischen Bevölkerung von Welyki Mosty und der gesamten Region führte. Das Buch schildert auch Czarneckis Flucht aus seiner westukrainischen Heimat und seinen Kampf ums Überleben bis 1945.
Wichtige Passagen beschreiben auch die Tapferkeit polnischer Aktivisten und Familien, die Czarnecki und seinen Angehörigen zu Hilfe kamen. Er appellierte an Yad Vashem, Władysława und Wacław Rybak sowie Józefa Paluch als „Gerechte unter den Völkern“ anzuerkennen. In der englischen Ausgabe wird dieser Titel Zofia und Józef Piotrowski verliehen, die Jerzys Tante mütterlicherseits, Hela Graubart, und ihren Mann Aharon gerettet haben.

## „Von Galizien in den Aargau“
2005 wurde Czarnecki zum Protagonisten des Films „Von Galizien in den Aargau: Wege eines jüdischen Europäers im 20. Jahrhundert“ von Susy und Peter Scheiner. Hauptteil des Films ist die Reise von Jerzy Czarnecki nach Welyki Mosty, die er nach seiner Flucht vor über 60 Jahren zum ersten Mal unternimmt. Er zeigt, dass sich diese Gemeinde kaum noch an ihre jüdische Vergangenheit erinnert. Gleichzeitig wird Czarnecki von den Einheimischen willkommen geheißen, von denen die meisten noch nie einen Juden gesehen haben. Der Film verfolgt Czarneckis Bemühungen, das Denkmal zum Gedenken an die Juden der Stadt zu errichten, und zeigt auch die Schändung des Denkmals. Die Täter sind nicht bekannt.

## Reaktionen auf das Buch und den Film
Das Buch fand ein breites Echo. Die Neue Zürcher Zeitung lud Czarnecki ein, einen ganzseitigen Text für ihre Samstagsausgabe („Zeitfragen“) zu liefern. Jerzy Czarnecki wurde wiederholt in Schulen, Kirchen und in zivilgesellschaftliche Foren eingeladen, um über seine Erfahrungen mit dem Holocaust zu sprechen. Das Eidgenössische Departement für auswärtige Angelegenheiten (EDA) unterstützte seine Gedenkaktivitäten und sponserte unter anderem die Vorführung des Films von Susy und Peter Scheiner in Welyki Mosty. Der Film wurde auf mehreren Filmfestivals gezeigt und erhielt eine Reihe von Auszeichnungen.

## Publikationen
- Mein Leben als „Arier“. Jüdische Familiengeschichte in Polen zur Zeit der Schoáh und als Zwangsarbeiter in Deutschland. Hrsg.: Erhard Roy Wiehn. Hartung-Gorre Verlag, Konstanz 2002, ISBN 978-3-89649-815-1.
- My Life as an „Aryan“. From Velyki Mosty through Zhovkva to Stralsund. Hrsg.: Erhard Roy Wiehn. Hartung-Gorre Publishers, Konstanz 2007 ISBN 3-89649-998-X – Yad Vashem endorsement.
- Moje życie jako „Aryjczyka“. Od Mostów Wielkich przez Żółkiew do Stralsundu. Wydawnictwo Austeria, Krakau 2022.